# Warped Tour
El Warped Tour va ser una gira musical que va recórrer els Estats Units d'Amèrica (EUA) i el Canadà cada estiu des del 1995 fins al 2019. Va ser el festival de música itinerant més gran dels EUA i el més longeu fins ara a Amèrica del Nord. Després del primer Warped Tour, la marca de calçat per a monopatí Vans es va convertir en el patrocinador principal de la gira, que es va donar a conèixer com Vans Warped Tour. El festival també va fer una gira per Austràlia del 1998 al 2002 i de nou el 2013.
El Warped Tour va ser concebut per Kevin Lyman com un festival de rock alternatiu d'un dia, però de seguida va centrar-se en la música punk rock tot i que al llarg dels anys va cobrir diversos gèneres.
Warped Tour es va convertir en una plataforma de presentació per a molts artistes emergents i fins llavors poc coneguts com Black Veil Brides, Avenged Sevenfold, Blink-182, Sum 41, Limp Bizkit, My Chemical Romance, Fall Out Boy, Paramore, MGK, Bebe Rexha, Will.i.am, The Black Eyed Peas i Katy Perry.
Des del 2001, el Warped Tour va col·laborar amb People for the Ethical Treatment of Animals (PETA), incorporant parades d'aliments i estands que distribuïen informació sobre els drets dels animals i el veganisme.
El març de 2016, es va anunciar que el Warped Tour s'uniria amb A Voice For The Innocent per abordar el tema de les agressions sexuals a l'escena musical. A més, el Vans Warped Tour va aportar 25 cèntims de cada entrada venuda a una organització anomenada Hollywood Heart. Warped Tour també va donar diners als esforços de socors de l'huracà Katrina. Warped Tour i el festival Taste of Chaos van treballar junts per aportar 500.000 dòlars.